# 全过程人民民主
全过程人民民主是中共中央总书记习近平在2019年末提出的民主政治理念和术语，属于习近平新时代中国特色社会主义思想一部分。原本稱為全过程民主，後來加入人民二字，並在《中國的民主》白皮書中系統闡述。

## 概念沿革
2019年11月2日，习近平在上海市考察時，首次提出“人民民主”是一种全过程的民主。2021年3月，“全过程民主”写入《中华人民共和国全国人民代表大会组织法》和《中华人民共和国全国人民代表大会议事规则》兩部修正草案。同年7月1日，习近平在庆祝中国共产党成立100周年大会的讲话中，首次提出要发展“全过程人民民主”。同年11月11日，《中共中央关于党的百年奋斗重大成就和历史经验的决议》用“十个明确”概括习近平新时代中国特色社会主义思想的核心内容，重申发展全过程人民民主。

## 中国共产党的诠释
中国共产党官媒《光明日报》称中国在社会主义初级阶段新时代的民主是“中国特色社会主义民主”，其“本质是全过程人民民主”，有别于“西方式一次性民主”。发展全过程人民民主可以“根据经济发展水平、社会承受能力、人民群众意愿，积极稳妥推进各项改革，使民主政治建设始终处于成本较低、代价较小、风险可控的状态”。
中國大陸学者王绍光在受访时說，中国的人民民主则是全方位代表，将象征性、描绘性、形式性和实质性代表聚为一体，形成“四维一体”的民主。它还强调“全链条、全方位、全覆盖”，是贯穿于国家政治生活各领域、各方面、各环节的民主，包括但不限于民主选举、民主协商、民主决策、民主管理、民主监督，不仅是政治民主，还包括经济和社会生活的民主。他认为“普适性最重要的是多样性。全人类共同价值是各个国家和民族都能接受的概念，而如何理解及实现的具体做法、制度安排则是多样的。中国主张包括民主在内的全人类共同价值，最大意义正在于让世界看到，没有哪一种政治制度可以垄断对民主的解释。从这个意义上讲，中国的全过程人民民主当之无愧地丰富了人类政治文明形态。”

## 各界回應
英国广播公司（BBC）認為，習近平當局提出這一概念疑似想要定義「中國式民主」。法國廣播電台專欄評論則指，批評西方政治缺陷之餘，實際作為就是個移除人民聲音的全過程。德國之聲的評論認為所謂全過程人民民主，是因為中共的創黨理念中提到自由民主，基於中華人民共和國國體是“人民民主专政”的國家，所不得不做的遮羞布，但其實際作為卻是人民政府不在乎人民，還要以人民之名執行黨意，根本就是赤裸裸的謊言、現代版「皇帝的新衣」。
此理念已經寫入了《中國的民主》白皮書內，不過美國在中國對於「西方式民主」提出批評後，白宮新聞發言人珍·莎琪在民主峰會上回應，他們不會為中國提出的批評道歉，並承認說民主不是完美的，應該繼續在此基礎上發展、討論、參與，同時鼓勵積極的變化。
中央党史和文献研究院第三研究部的陈雪莲与中国人民大学国际关系学院的吕杰认为，全过程民主是中国式现代化的本质要求，在理论方面超过了西方的选举制民主，有助于推动中国繁荣和发展进步。